# ون هوک (داکوتای شمالی)
{{Infobox settlement
|official_name=Van Hook, North Dakota
|settlement_type=شهر متروکه
|nickname=
|motto=
|image_skyline=
|imagesize=
|image_caption=
|image_flag=
|image_seal=
|image_map=
|mapsize=
|map_caption=
|image_map1=
|mapsize1=
|map_caption1=
|coordinates_display=inline,title
|coordinates_region=US-ND
|subdivision_type=کشور
|subdivision_name=ایالات متحده آمریکا
|subdivision_type1=State
|subdivision_name1=داکوتای شمالی
|subdivision_type2=County
|subdivision_name2=Mountrail
|government_footnotes=
|government_type=
|leader_title=
|leader_name=
|leader_title1=
|leader_name1=
|established_title=تاسیس‌شده
|established_date=1914
|established_title2=ثبت‌شده
|established_date2=1915
|established_title3=Disincorporated
|established_date3=1953
|area_footnotes=
|area_magnitude=
|area_total_km2=
|area_land_km2=
|area_water_km2=
|area_total_sq_mi=
|area_land_sq_mi=
|area_water_sq_mi=
|population_as_of=
|population_footnotes=
|population_total=
|population_density_km2=
|population_density_sq_mi=
|timezone=Central (CST)
|utc_offset=-6
|timezone_DST=CDT
|utc_offset_DST=-5
|elevation_footnotes=
|elevation_m=
|elevation_ft=
| مختصات = مختصات: عرض جغرافیایی وارد نشده‌است
متغیرهای نامعتبر در {{#coordinates:}} واردشده است.
ون هوک، داکوتای شمالی (به انگلیسی: Van Hook, North Dakota) یک شهر متروکه در ایالات متحده آمریکا است که در شهرستان مونتریل، داکوتای شمالی واقع شده‌است.